# Председнички избори у Србији 2004.
Избори за председника Републике Србије 2004. су одржани 13. јуна (први круг) и 27. јуна (други круг). Победио је Борис Тадић.

## Расписивање избора
Након децембарских избора 2003. године и формирања нове Владе Србије, 3. марта 2004. године, створио се нови распоред политичких снага - ДОС је нестао са јавне сцене, а Српска радикална странка освојила је највише посланичких места. У фебруару те године, републичка Скупштина укинула је потребан цензус од 50% изашлих бирача на биралишта, па су тако створени услови за коначан избор председника Србије.
Почетком априла, председник Скупштине, Предраг Марковић, расписао је председничке изборе за 13. јун. Кандидовало се више од десет особа, а највеће шансе за улазак у други круг имали су Томислав Николић - заменик лидера радикала, и Борис Тадић - нови лидер Демократске странке. Владајућа коалиција (ДСС, Г-17+, коалиција СПО - Нова Србија) истакла је Драгана Маршићанина за кандидата.

## Први круг
У првом кругу избора, одржаном 13. јуна 2004, право гласа је имало 6.532.263 грађана уписаних у бирачки списак. Гласало је њих 3.119.087 (47,75%), при чему је било 3.081.040 (98,78%) важећих и 38.047 (1,22%) неважећих гласачких листића. Укупно је одштампано 6.559.068 гласачких листића; од овог броја, на биралишта је изашло 3.119.789 (47,76% уписаних) бирача, а остало је неупотребљено 3.439.279 листића.
Гласало се на 8.586 утврђених бирачких места. Републичка изборна комисија је због битних повреда закона поништила гласање на два изборна места (број 36 у општини Нови Кнежевац и број 17 у општини Трговиште), али је одлучила да се гласање на овим местима неће понављати, тако да су резултати утврђени за 8.584 бирачких места.
Будући да ниједан од кандидата није добио натполовичну већину бирача који су гласали, одржан је други круг избора 27. јуна 2004. у којем су учествовали Томислав Николић, кандидат Српске радикалне странке, и Борис Тадић, кандидат Демократске странке.
| Р  | Л  |  | Кандидат                        | Предлагач                                                                                  | Гласова | %     |
| -- | -- |  | ------------------------------- | ------------------------------------------------------------------------------------------ | ------- | ----- |
| 1  | 12 |  | Томислав Николић                | Српска радикална странка                                                                   | 954.339 | 30,60 |
| 2  | 15 |  | Борис Тадић                     | Демократска странка                                                                        | 853.584 | 27,37 |
| 3  | 9  |  | Богољуб Карић                   | Група грађана                                                                              | 568.691 | 18,23 |
| 4  | 10 |  | Драган Маршићанин               | Демократска странка Србије, Политичка странка Г-17 ПЛУС, Српски покрет обнове, Нова Србија | 414.971 | 13,30 |
| 5  | 3  |  | Ивица Дачић                     | Социјалистичка партија Србије                                                              | 125.952 | 4,04  |
| 6  | 8  |  | Јелисавета Карађорђевић         | Група грађана „Иницијатива за лепшу Србију“                                                | 62.737  | 2,01  |
| 7  | 4  |  | Милован Дрецун                  | Препород Србије                                                                            | 16.907  | 0,54  |
| 8  | 2  |  | Владан Батић                    | Демохришћанска странка Србије                                                              | 16.795  | 0,54  |
| 9  | 13 |  | Борислав Пелевић                | Странка српског јединства                                                                  | 14.317  | 0,46  |
| 10 | 6  |  | Проф. др Бранислав Бане Ивковић | Социјалистичка народна странка                                                             | 13.980  | 0,45  |
| 11 | 1  |  | Љиљана Аранђеловић              | Јединствена Србија                                                                         | 11.796  | 0,38  |
| 12 | 14 |  | Маријан Ристичевић              | Народна сељачка странка                                                                    | 10.198  | 0,33  |
| 13 | 5  |  | Драган Ђорђевић                 | Странка држављана Србије                                                                   | 5.785   | 0,19  |
| 14 | 7  |  | Мирко Јовић                     | Народна радикална странка Србије, „Србија и дијаспора“ и „Европски блок“                   | 5.546   | 0,18  |
| 15 | 11 |  | Зоран Милинковић                | Патриотска странка дијаспоре                                                               | 5.442   | 0,17  |

## Други круг
У другом кругу избора, 27. јуна 2004, право гласа је имало 6.532.940 грађана уписаних у бирачки списак. Гласало је њих 3.158.571 (48,35%), при чему је било 3.115.596 (98,64%) важећих и 42.975 (1,36%) неважећих гласачких листића. Укупно је одштампано 6.561.101 гласачких листића; од овог броја, на биралишта је изашло 3.159.194 (48,36% уписаних) бирача, а остало је неупотребљено 3.401.907 листића.
Гласало се на 8.586 утврђених бирачких места.
| Р | Л |  | Кандидат         | Предлагач                | Гласова   | %     |
| - | - |  | ---------------- | ------------------------ | --------- | ----- |
| 1 | 2 |  | Борис Тадић      | Демократска странка      | 1.681.528 | 53,24 |
| 2 | 1 |  | Томислав Николић | Српска радикална странка | 1.434.068 | 45,40 |